# Ludovic Kennedy
Pour les articles homonymes, voir Kennedy.
Ludovic Henry Coverley Kennedy, né le 3 novembre 1919 à Édimbourg et mort le 18 octobre 2009 à Salisbury, est un journaliste, présentateur de télévision, humaniste et auteur écossais, surtout connu pour avoir réexaminé des affaires comme l'enlèvement du bébé de Lindbergh ou les condamnations pour meurtre de Timothy Evans et Derek Bentley, et pour son rôle dans l'abolition de la peine de mort au Royaume-Uni.

## Biographie

### Jeunesse
Kennedy est né en 1919 à Édimbourg, fils d'un officier de carrière de la Royal Navy, Edward Kennedy, et de sa femme, Rosalind Grant, fille de Sir Ludovic Grant, 11e baronnet Grant (en). Sa mère Rosalind était une cousine du politicien conservateur Robert Boothby, devenu plus tard Lord Boothby. Ludovic Kennedy avait deux sœurs cadettes, Morar et Katherine. Morar épousa le dramaturge Royce Ryton en 1954 et Katherine épousa le major Ion Calvocoressi en 1947. Kennedy fit ses études au collège d'Eton (où il joua dans un groupe de jazz avec Humphrey Lyttelton) et étudia pendant un an à Christ Church, à Oxford, jusqu'au déclenchement de la guerre. À Oxford, il était membre du célèbre Bullingdon club.
Le père de Kennedy, alors capitaine de la Royal Navy à la retraite âgé de 60 ans, reprit du service et reçut le commandement du HMS Rawalpindi, un navire à vapeur de la P&O, militarisé à la hâte comme croiseur marchand armé. Le 23 novembre 1939, alors qu'il patrouillait au sud-est de l'Islande, le Rawalpindi rencontra deux des navires de guerre allemands les plus puissants de la Kriegsmarine, les cuirassés de poche Scharnhorst et Gneisenau, essayant de percer la ligne GIUK (Greenland, Iceland, United Kingdom) permettant l'accès dans l'Atlantique Nord. Le Rawalpindi put signaler l'emplacement des navires allemands. Bien que dépassé technologiquement et militairement, Kennedy décida d'affronter les deux cuirassés, plutôt que de se rendre comme exigé par les Allemands. Le Scharnhorst coula le Rawalpindi ; Sur ses 312 membres d'équipage, 275 (y compris son capitaine) périrent. Kennedy reçut une citation à titre posthume et sa décision de combattre une force ennemie écrasante est entrée dans la légende de la Royal Navy. Son fils Ludovic avait alors 20 ans.

### Officier de marine
Ludovic Kennedy suivit les traces de son père dans la Royal Navy; il servit pendant la guerre comme officier sur des destroyers, principalement dans les mêmes mers septentrionales. Son navire, le HMS Tartar, était l'un de ceux qui ont poursuivi le cuirassé Bismarck après la bataille du détroit du Danemark. Il fut témoin de la bataille finale, jusqu'à ce que le Bismarck soit en feu et que son équipage commence à abandonner le navire, mais le manque de carburant obligea le Tartar à rentrer au port avant que le cuirassé allemand ne sombre. Kennedy écrivit plus tard dans son livre de 1974 Pursuit, sa chronique de la poursuite et du naufrage du Bismarck.

### Journalisme, radio et télévision
Après avoir étudié avant guerre pendant un an à Christ Church, à Oxford, il y retourna terminer ses études en 1945. À Oxford, il aida à fonder le Writers' Club et a ensuite cherché un soutien pendant qu'il achevait un livre sur les capitaines de Nelson. Après avoir quitté Oxford, il commença une carrière de journaliste d'investigation .
Kennedy écrivit pour un certain nombre de publications, y compris Newsweek. À partir de 1953, il fut le rédacteur et le présentateur de la série radiophonique First Reading du BBC Third Programme, présentant de jeunes écrivains tels que Kingsley Amis et Philip Larkin. Plus tard, il devint journaliste de télévision et lecteur des nouvelles à l'Independent Television News de la chaine ITV aux côtés de Robin Day et Chris Chataway. Il présenta pendant plusieurs années l'émission phare d'actualités de la BBC, Panorama. Il s'intéressait aux erreurs judiciaires et il écrivit et diffusa à la télévision de nombreux cas.
Kennedy était aussi intéressé par la guerre navale. Il écrivit et présenta un nombre important de documentaires télévisés pour la BBC sur l'histoire maritime de la Seconde Guerre mondiale : Scapa Flow, le récit dramatique du naufrage du Bismarck dans lequel il était impliqué, la guerre des U-Boats, l'histoire du HMS Belfast, le raid de Dieppe et le raid de Saint-Nazaire... La vie et la mort du Scharnhorst (1971) le mit en contact avec des survivants du croiseur de guerre allemand qui avait coulé le navire de son père, le Rawalpindi. La série comprenait Target Tirpitz (1973), une histoire des tentatives extraordinaires pour couler le redouté cuirassé allemand ; deux des documentaires ont conduit à la publication de livres.
En 1980, il présenta un épisode de la série télévisée de la BBC Great Railway Journeys of the World, dans lequel il traversa les États-Unis.
De 1980 à 1988, il présenta le programme de revue télévisée Did You See..? Il interviewa le personnage de Peter Cook, Sir Arthur Streeb-Greebling dans Une vie en morceaux en 1990. Il est apparu, jouant son propre rôle, dans plusieurs épisodes de la série comique politique Yes Minister,. Kennedy fit l'objet d'un épisode de That Reminds Me (2002, saison 4, épisode 1). Il exprima également à un autre journaliste qu'il y avait trop de Noirs à la télévision.
Le magazine Private Eye le surnommait parfois « Ludicrous Kennedy» (« Kennedy le ridicule »). Dans la sitcom de longue date de la BBC Till Death Us Do Part (en), Alf Garnett - lors d'attaque de personnalités de la BBC - parla de lui comme d'un Mick russe («Mick» étant un terme péjoratif pour désigner un Irlandais), signifiant « ce Ludovich Kennedy ! »

### Vie privée
En février 1950, il épousa la danseuse et actrice Moira Shearer dans la chapelle royale du palais de Hampton Court. Il se souvint plus tard de leur rencontre en 1949, quand un ami le persuada à contrecœur d'accepter un billet gratuit pour un bal masqué qui se déroulait dans la salle de bal du Lyceum à Londres. Shearer - qui était récemment devenue célèbre pour son rôle dans Les Chaussons rouges - présentait des prix à l'occasion, et Kennedy s'est rappelé plus tard que « j'ai senti un tremblement me traverser quand je l'ai vue. Elle avait l'air encore plus belle que dans le film. »
Rassemblant son courage, il s'est approché de la danseuse de 23 ans et lui demanda de danser avec lui. Elle serait ravie, lui dit-elle, seulement « je ne danse pas très bien ». Elle n'était pas, a révélé Kennedy, une bonne danseuse de salon. Le couple a eu un fils et trois filles (Alastair, Ailsa, Rachel et Fiona) et leur mariage dura 56 ans, jusqu'à la disparition de son épouse le 31 janvier 2006 à l'âge de 80 ans.
Kennedy est mort d'une pneumonie aiguë dans une maison de soins infirmiers à Salisbury, dans le Wiltshire, le 18 octobre 2009, à l'âge de 89 ans.

## Écriture
Dans son livre Pursuit: The Chase and Sinking of the Bismarck , il détailla la carrière du Bismarck, son combat victorieux contre croiseur de bataille britannique Hood qu'il coula et sa destruction finale par la Royal Navy.

### Erreurs judiciaires
Il écrivit plusieurs livres qui remettaient en question les condamnations dans plusieurs affaires notables de l'histoire criminelle britannique. L'une des premières erreurs judiciaires sur lesquelles il enquêta a été la condamnation et la pendaison de Timothy Evans dans son livre de 1961 John Christie. Evans avait été reconnu coupable de l'assassinat de sa petite fille en 1950, mais Kennedy soutint qu'il était innocent et que les meurtres de sa femme et de son bébé avaient été commis par le tueur en série John Christie. Christie a été pendu trois ans après la pendaison d'Evans, à la suite de la découverte de six autres corps au 10 Rillington Place, dont aucun ne pouvait être attribué à Evans. En effet, deux des squelettes trouvés dans la maison remontaient à la guerre - bien avant qu'Evans et sa famille ne s'y installent. Après une longue campagne, Evans a été gracié à titre posthume en 1966. Le scandale a contribué à l'abolition de la peine de mort au Royaume-Uni. Le livre de Kennedy fut adapté au cinéma en 1970 sous le nom de L'Étrangleur de Rillington Place (en VO : 10 Rillington Place), avec John Hurt dans le rôle d'Evans et Richard Attenborough celui de Christie.
En 1985, Kennedy publia The Airman and the Carpenter, dans lequel il soutint que Richard Hauptmann n'a pas enlevé et assassiné le bébé de Charles Lindbergh, un crime pour lequel il a été exécuté en 1936. Le livre a été adapté en un film par HBO en 1996, Le Crime du siècle (Crime of the Century), réalisé par Mark Rydell, mettant en vedette Stephen Rea et Isabella Rossellini.
En 1990, Kennedy est devenu le président du comité consultatif de Just Television, une société de production télévisuelle consacrée à dénoncer les erreurs judiciaires.
En 2003, il écrivit 36 Murders and 2 Immoral Earnings (« 36 meurtres et 2 gains immoraux »), dans lequel il analysa un certain nombre d'affaires, y compris l'affaire Evans, celle de Derek Bentley et des Six de Birmingham, dont un certain nombre furent entachés par des allégations de défaillance de la police, d'inconduite policière ou de parjure. Dans ce document, il conclut que le système de justice contradictoire au Royaume-Uni et aux États-Unis « est une invitation à la police à commettre un parjure, ce qu'elle fait fréquemment » et déclara qu'il préférait la procédure inquisitoire.
Kennedy a également écrit :
- Sub-Lieutenant: A Personal Record of the War at Sea, 1942
- One Man's Meat, 1953
- Murder Story, 1954
- Trial of Stephen Ward, 1964,  (ISBN 978-0-575-01035-2)
- Very lovely people; a personal look at some Americans living abroad, 1969,  (ISBN 978-0-671-20205-7)
- Nelson and His Captains (also called Nelson's band of brothers), 1975,  (ISBN 0-00-211569-7)
- Presumption of Innocence: Amazing Case of Patrick Meehan, 1976,  (ISBN 978-0-575-02072-6)
- Death of the Tirpitz (aussi appelé Menace – The Life and Death of the Tirpitz), 1979,  (ISBN 978-0-316-48905-8)
- Wicked beyond belief: The Luton murder case, 1980,  (ISBN 978-0-586-05172-6)
- On My Way to the Club, 1990,  (ISBN 0-00-637079-9) (son autobiographie)
- Euthanasia: The Case for the Good Death, 1990  (ISBN 978-0-7011-3639-0)
- Truth to Tell: Collected Writings of Ludovic Kennedy, 1992,  (ISBN 978-0-552-99505-4)
- In Bed with an Elephant: Personal View of Scotland, 1995,  (ISBN 978-0-593-02326-6)
- All in the Mind: A Farewell To God, 1999,  (ISBN 978-0-340-68063-6) (une critique du christianisme)

### Candidatures politiques
En 1958, Kennedy se présenta aux élections législatives en tant que candidat du Parti libéral lors de l'élection partielle de Rochdale provoquée par la mort du député conservateur en exercice, Wentworth Schofield (en) en décembre 1957. Il perdit contre le candidat travailliste, Jack McCann, mais obtint une augmentation du vote libéral, repoussant les conservateurs à la troisième place. L'élection de Rochdale fut la première élection partielle britannique à recevoir une couverture télévisée en direct (localement, par Granada Television).
Il se présenta dans la circonscription de Rochdale aux élections générales de 1959, obtenant plus de voix qu'à l'élection partielle, mais arriva de nouveau en deuxième position derrière les travaillistes.
En plus de ses écrits et de sa campagne sur les erreurs judiciaires, Kennedy a fait campagne sur un certain nombre d'autres questions.
Athée de longue date, il publia All in the Mind: A Farewell To God en 1999, dans lequel il discutait de ses objections philosophiques à la religion et des maux qu'il ressentait comme venant du christianisme. Il était un « Supporter Distingué » (Distinguished Supporter) de la British Humanist Association, il contribua au magazine New Humanist et était un Associé Honoraire de la National Secular Society et un Distinguished Supporter de l'Humanist Society of Scotland .
Il était également un défenseur de la légalisation du suicide assisté, et a été cofondateur et ancien président de la Voluntary Euthanasia Society. Son livre, Euthanasia: The Case for the Good Death, fut publié en 1990.
Kennedy démissionna des libéraux démocrates en 2001, citant l'incompatibilité de ses vues pro euthanasie volontaire avec celles du chef libéral démocrate d'alors Charles Kennedy (sans parenté), qui était un catholique romain.
Il s'est ensuite présenté en tant qu'indépendant sur une plate-forme de légalisation de l'euthanasie volontaire lors des élections générales de 2001 pour la circonscription de Devizes dans le Wiltshire. Il ne remporta que 2% des voix et a ensuite rejoint les libéraux démocrates.

## Honneurs
Kennedy reçut un doctorat honorifique de l'université de Strathclyde en 1985.
Il a été anobli (fait chevalier) en 1994 pour ses services au journalisme, sur la recommandation du gouvernement de John Major. La prédécesseuse de Major, Margaret Thatcher avait auparavant opposé son veto à l'anoblissement de Kennedy.